# Shimmer Lake
Shimmer Lake ist ein US-amerikanisch-kanadischer Mystery-Thriller und das Regiedebüt des Regisseurs Oren Uziel aus dem Jahr 2017. Der Film wurde von Footprint Features und Writ Large für Netflix produziert.

## Handlung
Ein taffer Sheriff ermittelt einen Banküberfall in einer amerikanischen Kleinstadt, dessen Tatbeteiligte allesamt bekannt sind und aus jener Stadt stammen. Die Tage der Ermittlung werden dabei rückwärts erzählt und ergeben eine überraschende Wendung der vermuteten Ereignisse.

## Produktion
Beginn der Produktion war der 13. Oktober 2015. Der Film wurde am 9. Juni 2017 auf Netflix veröffentlicht.